# گمینا کوتلا
گمینا کوتلا (به لهستانی:  Gmina Kotla) یک گمینا در لهستان است که در شهرستان گووگوف واقع شده‌است. گمینا کوتلا ۱۲۷٫۷۵ کیلومتر مربع مساحت و ۴٬۱۲۹ نفر جمعیت دارد.